# Fumetti Disney di Don Rosa

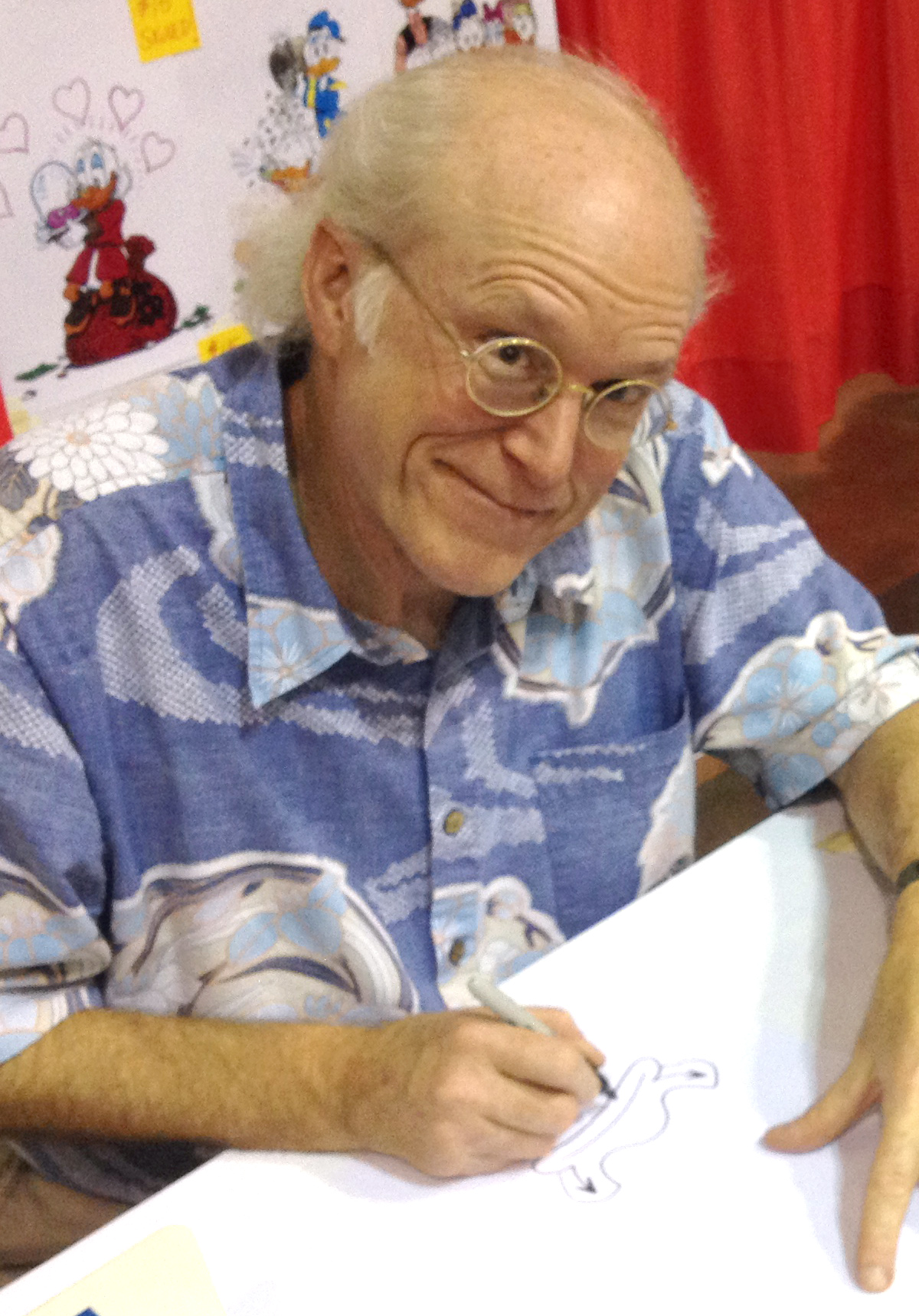
Don Rosa nel 2012

Questa è la lista completa delle storie Disney realizzate da Don Rosa. La data si riferisce alla prima pubblicazione in assoluto. I titoli delle storie sono tutti in italiano esclusi due casi in cui non esiste la traduzione ufficiale, in queste occasioni è stato lasciato il titolo originale. Nell'elenco non sono comprese le copertine o i disegni singoli, ma solo le storie vere e proprie, che sono in totale 87, tutte realizzate tra il 1987 e il 2006. Di questo elenco dodici fanno parte della Saga di Paperon de' Paperoni, cui vanno aggiunti 6 capitoli supplementari, per un totale di 18 storie.

## Tabella
| Num. | Data    | Titolo italiano                                             | Titolo originale                                  | Pagine  | Protagonista                      | Matite e chine              | Sceneggiatura        | Codice storia                                               | D.U.C.K |
| ---- | ------- | ----------------------------------------------------------- | ------------------------------------------------- | ------- | --------------------------------- | --------------------------- | -------------------- | ----------------------------------------------------------- | ------- |
| 1    | 04/1987 | Zio Paperone e il figlio del sole                           | The Son of the Sun                                | 26      | Paperon de' Paperoni              | Don Rosa                    | Don Rosa             | AR 102                                                      | Si      |
| 2    | 05/1987 | Zio Paperone - Due nipoti, nessun profitto                  | Nobody's Business                                 | 10      | Paperon de' Paperoni              | Don Rosa                    | Don Rosa             | AR 103                                                      | Si      |
| 3    | 07/1987 | Paperino e il serraglio mitologico                          | Mythological Menagerie                            | 10      | Paolino Paperino                  | Don Rosa                    | Don Rosa             | AR 104                                                      | No      |
| 4    | 08/1987 | Paperino e l'auto a pezzi                                   | Recalled Wreck                                    | 10      | Paolino Paperino                  | Don Rosa                    | Don Rosa             | AR 105                                                      | No      |
| 5    | 09/1987 | Zio Paperone e un fiume di soldi                            | Cash Flow                                         | 26      | Paperon de' Paperoni              | Don Rosa                    | Don Rosa             | AR 106                                                      | Si      |
| 6    | 11/1987 | Paperino e i pasticci... di zucca                           | Fit to be pied                                    | 10      | Paolino Paperino                  | Don Rosa                    | Don Rosa             | AR 108                                                      | Si      |
| 7    | 12/1987 | Paperino e l'albero di Natale                               | Fir-Tree Fracas                                   | 4       | Paolino Paperino                  | Don Rosa                    | Don Rosa             | AR 109                                                      | Si      |
| 8    | 01/1988 | Paperino e le fortuna sott'olio                             | Oolated Luck                                      | 10      | Paolino Paperino                  | Don Rosa                    | Don Rosa             | AR 110                                                      | Si      |
| 9    | 02/1988 | Zio Paperone a caccia del giornale                          | The Paper Chase                                   | 2       | Paperon de' Paperoni              | Don Rosa                    | Gary Leach           | AR 107                                                      | Si      |
| 10   | 03/1988 | Zio Paperone e l'ultima slitta per Dawson                   | Last sled to Dawson                               | 28      | Paperon de' Paperoni              | Don Rosa                    | Don Rosa             | AR 113                                                      | Si      |
| 11   | 04/1988 | Paperino e il sogno spaziale                                | Rocket Reverie                                    | 2       | Paolino Paperino                  | Don Rosa                    | Gary Leach           | AR 116                                                      | No      |
| 12   | 04/1988 | Zio Paperone in forma per il fisco                          | Fiscal Fitness                                    | 2       | Paperon de' Paperoni              | Don Rosa                    | Gary Leach           | AR 118                                                      | No      |
| 13   | 05/1988 | Paperino e la punizione con stile                           | Metaphorically Spanking                           | 10      | Paolino Paperino                  | Don Rosa                    | Don Rosa             | AR 119                                                      | Si      |
| 14   | 07/1988 | Paperino cacciatore di coccodrilli                          | The Crocodile Collector                           | 18      | Paolino Paperino                  | Don Rosa                    | Don Rosa             | AR 125                                                      | Si      |
| 15   | 08/1988 | Zio Paperone in fortuna sulle rocce                         | His Fortune On The Rocks                          | 12      | Paperon de' Paperoni              | Don Rosa                    | Don Rosa             | AR 128                                                      | Si      |
| 16   | 02/1989 | Paperino e il ritorno a Testaquadra                         | Return to Plain Awful                             | 28      | Paolino Paperino                  | Don Rosa                    | Don Rosa             | AR 130                                                      | [ 1 ]   |
| 17   | 04/1989 | Zio Paperone e la maledizione di Nostrildamus               | The Curse of Nostrildamus                         | 10      | Paperon de' Paperoni              | Don Rosa                    | Don Rosa             | AR 143                                                      | Si      |
| 18   | 05/1989 | Sua maestà de' Paperoni                                     | His Majesty, McDuck                               | 28      | Paperon de' Paperoni              | Don Rosa                    | Don Rosa             | AR 145                                                      | Si      |
| 19   | 12/1989 | Paperina in Una data da non dimenticare                     | Afspraak verjaardag                               | 3       | Paperina                          | Don Rosa                    | Ruud Straatman       | H 87112                                                     | No      |
| 20   | 12/1989 | Paperino in Il piacere di dare                              | Opening visseizoen                                | 7       | Paolino Paperino                  | Don Rosa                    | Arno Buitink         | H 87178                                                     | No      |
| 21   | 12/1989 | Zio Paperone "su un piatto d'argento"                       | On a Silver Platter                               | 10      | Paperon de' Paperoni              | Don Rosa, Mau Heymans       | Don Rosa             | H 89068                                                     | No      |
| 22   | 01/1990 | Paperino educatore modello                                  | Zeiltocht Katrien                                 | 10      | Paolino Paperino                  | Don Rosa                    | Jan Kruse            | H 85218                                                     | No      |
| 23   | 01/1990 | Zio Paperone e la fortuna a portata di tasca                | Straatschuimers                                   | 1       | Paperon de' Paperoni              | Don Rosa                    | Evert Geradts        | H 87173                                                     | No      |
| 24   | 02/1990 | Archimede Pitagorico in "Il Pifferaio magico di Paperopoli" | The Pied Piper of Duckburg                        | 8       | Archimede Pitagorico              | Don Rosa, Carl Barks        | Don Rosa, Carl Barks | H 89174                                                     | No      |
| 25   | 09/1990 | Indietro nel tempo... per un decino                         | Back in Time for a Dime!                          | 4       | Duck Tales                        | Cosme Quartieri, Robert Bat | Don Rosa             | K DTM 90i Archiviato l'8 febbraio 2007 in Internet Archive. |         |
| 26   | 06/1990 | Paperino e il pozzo di soldi                                | The Money Pit                                     | 12      | Paolino Paperino                  | Don Rosa                    | Don Rosa             | KD 0190                                                     | Si      |
| 27   | 11/1990 | Paperino maestro giardiniere                                | The Master Landscapist                            | 10      | Paolino Paperino                  | Don Rosa                    | Don Rosa             | D 90057                                                     | [ 1 ]   |
| 28   | 01/1991 | Paperino in Tempo rubato                                    | On Stolen Time                                    | 13      | Paolino Paperino                  | Don Rosa                    | Don Rosa             | D 90147                                                     | [ 1 ]   |
| 29   | 01/1991 | Zio Paperone e il tesoro sotto vetro                        | Treasure Under Glass                              | 20      | Paolino Paperino                  | Don Rosa                    | Don Rosa             | D 90227                                                     | [ 1 ]   |
| 30   | 03/1991 | Zio Paperone e il ritorno a Xanadu                          | Return to Xanadu                                  | 30      | Paperon de' Paperoni              | Don Rosa                    | Don Rosa             | D 90314                                                     | Si      |
| 31   | 05/1991 | Paperino il papero che cadde sulla Terra                    | The Duck Who Fell to Earth                        | 12      | Paolino Paperino                  | Don Rosa                    | Don Rosa             | D 90161                                                     | [ 1 ]   |
| 32   | 08/1991 | Paperino in "Accadde al grattacielo De' Paperoni"           | Incident At McDuck Tower                          | 10      | Paolino Paperino                  | Don Rosa                    | Don Rosa             | D 90345                                                     | Si      |
| 33   | 10/1991 | Zio Paperone e l'isola alla fine del tempo                  | Island At The Edge Of Time                        | 14      | Paperon de' Paperoni              | Don Rosa                    | Don Rosa             | D 91071                                                     | Si      |
| 34   | 10/1991 | Zio Paperone e la guerra dei wendigo                        | War Of The Wendigo                                | 27      | Paperon de' Paperoni              | Don Rosa                    | Don Rosa             | D 91192                                                     | Si      |
| 35   | 01/1992 | Paperino Il ritorno di Super Segugio                        | Super Snooper Strikes Again                       | 11      | Paolino Paperino                  | Don Rosa                    | Don Rosa             | D 91076                                                     | Si      |
| 36   | 08/1992 | L'ultimo del Clan de' Paperoni                              | The Last of the Clan McDuck                       | 15      | Paperon de' Paperoni              | Don Rosa                    | Don Rosa             | D 91308                                                     | Si      |
| 37   | 08/1992 | Il signore del Mississippi                                  | The Master Of The Mississippi                     | 28      | Paperon de' Paperoni              | Don Rosa                    | Don Rosa             | D 91411                                                     | Si      |
| 38   | 11/1992 | Il cowboy delle Terre Maledette                             | The Buckaroo of the Badlands                      | 15      | Paperon de' Paperoni              | Don Rosa                    | Don Rosa             | D 92008                                                     | Si      |
| 39   | 01/1993 | Il re di Copper Hill                                        | The King Of The Copper Hill                       | 15      | Paperon de' Paperoni              | Don Rosa                    | Don Rosa             | D 92083                                                     | Si      |
| 40   | 03/1993 | Il nuovo proprietario del Castello de' Paperoni             | The New Laird Of Castle McDuck                    | 15      | Paperon de' Paperoni              | Don Rosa                    | Don Rosa             | D 92191                                                     | Si      |
| 41   | 05/1993 | Il terrore del Transvaal                                    | The Terror Of The Transvaal                       | 12      | Paperon de' Paperoni              | Don Rosa                    | Don Rosa             | D 92273                                                     | Si      |
| 42   | 06/1993 | Il leggendario papero del deserto d'Australia               | The Dreamtime Duck Of The Never Never             | 15      | Paperon de' Paperoni              | Don Rosa                    | Don Rosa             | D 92314                                                     | Si      |
| 43   | 07/1993 | L'argonauta del Fosso dell'Agonia Bianca                    | The Argonaut Of White Agony Creek                 | 24      | Paperon de' Paperoni              | Don Rosa                    | Don Rosa             | D 92514                                                     | Si      |
| 44   | 09/1993 | Zio Paperone e i guardiani della biblioteca perduta         | The Guardians Of The Lost Library                 | 28      | Giovani Marmotte                  | Don Rosa                    | Don Rosa             | D 92380                                                     | Si      |
| 45   | 11/1993 | Il miliardario di Colle Fosco                               | The Billionaire Of Dismal Downs                   | 15      | Paperon de' Paperoni              | Don Rosa                    | Don Rosa             | D 93121                                                     | Si      |
| 46   | 01/1994 | Paperino da Paperopoli a Lillehammer                        | From Duckburg To Lillehammer                      | 12      | Paolino Paperino                  | Don Rosa                    | Don Rosa             | D 93287                                                     | Si      |
| 47   | 03/1994 | L'invasore di Forte Paperopoli                              | The Invader Of Fort Duckburg                      | 15      | Paperon de' Paperoni              | Don Rosa                    | Don Rosa             | D 93227                                                     | Si      |
| 48   | 04/1994 | Il cuore dell'impero                                        | The Empire-Builder from Calisota                  | 24      | Paperon de' Paperoni              | Don Rosa                    | Don Rosa             | D 93288                                                     | Si      |
| 49   | 05/1994 | Il papero più ricco del mondo                               | The Richest Duck in the World                     | 19 (16) | Paperon de' Paperoni              | Don Rosa                    | Don Rosa             | D 93488                                                     | Si      |
| 50   | 05/1994 | Paperino e il genio del compleanno                          | The Duck Who Never Was                            | 16      | Paolino Paperino                  | Don Rosa                    | Don Rosa             | D 93574                                                     | No      |
| 51   | 01/1995 | Zio Paperone e il tesoro di re Creso                        | The Treasury Of Croesus                           | 24      | Paperon de' Paperoni              | Don Rosa                    | Don Rosa             | D 94012                                                     | Si      |
| 52   | 03/1995 | Zio Paperone e il solvente universale                       | The Universal Solvent                             | 24      | Paperon de' Paperoni              | Don Rosa                    | Don Rosa             | D 94066                                                     | No      |
| 53   | 06/1995 | Decini e destini                                            | Of Ducks And Dimes And Destinies                  | 15      | Paperon de' Paperoni              | Don Rosa                    | Don Rosa             | D 91249                                                     | Si      |
| 54   | 09/1995 | Cuori nello Yukon                                           | Hearts Of The Yukon                               | 24      | Paperon de' Paperoni              | Don Rosa                    | Don Rosa             | D 95044                                                     | [ 27 ]  |
| 55   | 09/1995 | Zio Paperone l'incredibile avaro miniaturizzato             | The Incredible Shrinking Tightwad                 | 25 (24) | Paperon de' Paperoni              | Don Rosa                    | Don Rosa             | D 94202                                                     | Si      |
| 56   | 10/1995 | Zio Paperone - La trappola dei Bassotti                     | Im Falle einer Falle                              | 1       | Paperon de' Paperoni              | Don Rosa                    | Don Rosa             | G TEM 9510                                                  | Si      |
| 57   | 10/1995 | Paperino e le carte perdute di Colombo                      | The Lost Charts Of Columbus                       | 24      | Paolino Paperino                  | Don Rosa                    | Don Rosa             | D 94144                                                     | Si      |
| 58   | 05/1996 | Paperino - il papero del passato e del futuro               | The Once And Future Duck                          | 24      | Paolino Paperino                  | Don Rosa                    | Don Rosa             | D 95079                                                     | Si      |
| 59   | 06/1996 | Zio Paperone e il tesoro dei dieci Avatar                   | The Treasure Of The Ten Avatars                   | 28      | Paperon de' Paperoni              | Don Rosa                    | Don Rosa             | D 95153                                                     | Si      |
| 60   | 08/1996 | Una questione di estrema gravità                            | A Matter Of Some Gravity                          | 16      | Paperon de' Paperoni              | Don Rosa                    | Don Rosa             | D 96001                                                     | Si      |
| 61   | 12/1996 | Il vigilante di Pizen Bluff                                 | The Vigilante Of Pizen Bluff                      | 24      | Paperon de' Paperoni              | Don Rosa                    | Don Rosa             | D 96089                                                     | Si      |
| 62   | 05/1997 | Paperino in occhio ai dettagli!                             | An Eye For Detail                                 | 10      | Paolino Paperino                  | Don Rosa                    | Don Rosa             | D 94121                                                     | Si      |
| 63   | 06/1997 | Zio Paperone in qualcosa di veramente speciale              | A Little Something Special                        | 29 (28) | Paperon de' Paperoni              | Don Rosa                    | Don Rosa             | D 96325                                                     | Si      |
| 64   | 07/1997 | Zio Paperone L'attacco delle orribili creature spaziali     | Attack Of The Hideous Space Monsters              | 24      | Paperon de' Paperoni              | Don Rosa                    | Don Rosa             | D 96203                                                     | Si      |
| 65   | 10/1997 | Le Giovani Marmotte - Q.U.E.S.T.I.O.N.E. D.I. G.E.R.G.O.    | W.H.A.D.A.L.O.T.T.A.J.A.R.G.O.N.                  | 16      | Giovani Marmotte                  | Don Rosa                    | Don Rosa             | D 97052                                                     | Si      |
| 66   | 1999    | ==                                                          | The Annual Speedskating Race of the Burg of Ducks | 2       | Paolino Paperino (non menzionato) | Don Rosa                    | Nils Lid Hjort       | HC SKATE 8A                                                 | Si      |
| 67   | 01/1998 | Paperino e lo scalognofugo triplo                           | The Sign Of The Triple Distelfink                 | 14      | Paolino Paperino                  | Don Rosa                    | Don Rosa             | D 97437                                                     | Si      |
| 68   | 01/1998 | Zio Paperone l'ultimo signore dell'Eldorado                 | The Last Lord Of Eldorado                         | 30      | Paperon de' Paperoni              | Don Rosa                    | Don Rosa             | D 96066                                                     | Si      |
| 69   | 05/1998 | Zio Paperone e il cavaliere nero                            | The Black Knight                                  | 24      | Paperon de' Paperoni              | Don Rosa                    | Don Rosa             | D 97346                                                     | Si      |
| 70   | 12/1998 | Il capitano cow-boy del Cutty Sark                          | The Cowboy Captain Of The Cutty Sark              | 24      | Paperon de' Paperoni              | Don Rosa                    | Don Rosa             | D 98045                                                     | Si      |
| 71   | 03/1999 | Il segreto dell'Olandese                                    | The Dutchman's Secret                             | 24      | Paperon de' Paperoni              | Don Rosa                    | Don Rosa             | D 98202                                                     | Si      |
| 72   | 07/1999 | Zio Paperone - Fuga dalla valle proibita                    | Escape From Forbidden Valley                      | 24      | Paperon de' Paperoni              | Don Rosa                    | Don Rosa             | D 98346                                                     | Si      |
| 73   | 10/1999 | Zio Paperone - La moneta                                    | The Coin                                          | 12      | Paperon de' Paperoni              | Don Rosa                    | Don Rosa             | F PM 99001                                                  | Si      |
| 74   | 11/1999 | Paperino alla ricerca di Kalevala                           | The Quest For Kalevala                            | 33      | Paperon de' Paperoni              | Don Rosa                    | Don Rosa             | D 99078                                                     | Si      |
| 75   | 11/1999 | Pagina conclusiva di Paperino La ricerca di Kalevala        | Jagten på Guldmøllen - epilog                     | 1       | Paperon de' Paperoni              | Don Rosa                    | Don Rosa             | D 99078B                                                    | ?       |
| 75b  | 05/2000 | Zio Paperone all'attaaaaacco!                               | À l'attaque!!!                                    | 12      | Paperon de' Paperoni              | Don Rosa                    | Don Rosa             | F PM 00201                                                  | Si      |
| 76   | 09/2000 | Paperino in "I tre caballeros cavalcano ancora"             | The Three Caballeros Ride Again                   | 28      | Paolino Paperino                  | Don Rosa                    | Don Rosa             | D 2000-002                                                  | Si      |
| 77   | 02/2001 | L'astuto papero del varco di Culebra                        | The Sharpie of the Culebra Cut                    | 26      | Paperon de' Paperoni              | Don Rosa                    | Don Rosa             | F PM 01201                                                  | Si      |
| 78   | 05/2001 | Bassotti contro deposito                                    | The Beagle Boys Vs. The Money Bin                 | 17      | Banda Bassotti                    | Don Rosa, Dan Shane         | Don Rosa             | D 2000-191                                                  | Si      |
| 79   | 10/2001 | Zio Paperone - La corona dei re crociati                    | The Crown Of The Crusader Kings                   | 28      | Paperon de' Paperoni              | Don Rosa                    | Don Rosa             | D 2001-024                                                  | Si      |
| 80   | 03/2002 | Zio Paperone - Un problema di memoria                       | Forget It!                                        | 13      | Paperon de' Paperoni              | Don Rosa                    | Don Rosa             | D 2001-095                                                  | Si      |
| 81   | 05/2002 | La prima invenzione di Archimede                            | Gyro's First Invention                            | 20      | Archimede Pitagorico              | Don Rosa                    | Don Rosa             | D 2001-143                                                  | Si      |
| 82   | 12/2002 | Zio Paperone - Il sogno di una vita                         | The Dream Of A Lifetime                           | 25      | Paperon de' Paperoni              | Don Rosa                    | Don Rosa             | D 2002-033                                                  | Si      |
| 83   | 10/2003 | Paperino - Un tesoro tra i rifiuti                          | Trash Or Treasure                                 | 13      | Paolino Paperino                  | Don Rosa                    | Don Rosa             | D 2003-017                                                  | Si      |
| 84   | 02/2004 | Zio Paperone - Una lettera da casa                          | A Letter From Home                                | 34      | Paperon de' Paperoni              | Don Rosa                    | Don Rosa             | D 2003-081                                                  | Si      |
| 85   | 06/2004 | Zio Paperone - Il Cavaliere Nero colpisce ancora            | The Black Knight Glorps Again                     | 26      | Paperon de' Paperoni              | Don Rosa                    | Don Rosa             | D 2003-235                                                  | Si      |
| 86   | 01/2005 | I magnifici sette (meno quattro) caballeros                 | The Magnificent Seven (Minus Four) Caballeros!    | 32      | Paolino Paperino                  | Don Rosa                    | Don Rosa             | D 2004-032                                                  | Si      |
| 87   | 05/2006 | La prigioniera del fosso dell'agonia bianca                 | The Prisoner Of White Agony Creek                 | 33      | Paperon de' Paperoni              | Don Rosa                    | Don Rosa             | D 2005-061                                                  | Si      |

## Sequel di storie di Carl Barks
Di seguito sono elencate le storie singole che fanno da seguito a storie di Carl Barks, non sono comprese quindi le storie riguardanti "La saga di Paperon de' Paperoni".
| Storia di Carl Barks                                                              | Sequel di Don Rosa                          |
| --------------------------------------------------------------------------------- | ------------------------------------------- |
| Zio Paperone e la Stella del Polo                                                 | Zio Paperone e l'ultima slitta per Dawson   |
| Paperino e il sentiero dell'unicorno                                              | Paperino cacciatore di coccodrilli          |
| Paperino e il mistero degli Incas                                                 | Paperino e il ritorno a Testaquadra         |
| Zio Paperone e la dollarallergia, Zio Paperone e la corona perduta di Gengis Khan | Zio Paperone e il ritorno a Xanadu          |
| Paperino e il ventino fatale, Paperino e il maragià del Verdestan                 | La prima invenzione di Archimede            |
| Paperino contro l'uomo d'oro                                                      | Zio Paperone l'ultimo signore dell'Eldorado |
| Paperino e la valle proibita                                                      | Zio Paperone - Fuga dalla valle proibita    |
| Paperino e il cimiero vichingo                                                    | Paperino e le carte perdute di Colombo      |
| Paperino e il pezzo da venti                                                      | Paperino e il pozzo di soldi                |
| Paperino e il superdinamo                                                         | Paperino Il ritorno di Super Segugio        |
| Paperino e la bomba atomica                                                       | Paperino il papero che cadde sulla Terra    |
| Paperino nella terra degli indiani pigmei                                         | Zio Paperone e la guerra dei wendigo        |
| Zio Paperone e la favolosa pietra filosofale                                      | Zio Paperone - La corona dei re crociati    |